# Jonas Martin
Jonas Martin, né le 9 avril 1990 à Besançon (Doubs), est un footballeur français qui évolue au poste de milieu de terrain.
Évoluant au poste de milieu relayeur, il commence sa carrière professionnelle au Montpellier HSC en 2010 avant d'être prêté pour une saison à l'Amiens SC en 2011, club évoluant en Ligue 2. Il revient dans son club formateur lors de la saison 2012-2013 et y reste jusqu'en 2016, avant de partir vers le Real Betis Balompié l'espace d'une saison. Il retrouve la France et la Ligue 1 en 2017 en signant au RC Strasbourg. Après trois années passées en Alsace, il rejoint le Stade rennais FC pour trois ans puis le LOSC Lille en 2022.
Il remporte l'édition 2009 de la Coupe Gambardella avec l'équipe des moins de 19 ans montpelliérains. Au cours de la saison 2018-2019, il remporte la Coupe de la Ligue face à l'EA Guingamp avec le RC Strasbourg, bien qu’absent de la finale en raison d’une blessure de longue durée.

## Biographie

### Son enfance et sa jeunesse
Jonas Martin fait ses débuts dans le football sous les couleurs des benjamins de l'US Rigny. En 2000, il poursuit ses gammes au Nîmes Olympique, à la suite du déménagement de sa famille dans le Gard. Sous le maillot frappé du Crocodile, il ne tarde pas à se faire remarquer et sort notamment major d'un stage d'été de Jean-Michel Larqué. Il remporte également la coupe de la Ligue du Languedoc-Roussillon, en moins de 13 ans, marquant deux buts lors de la finale. 
Passé sous le maillot du rival héraultais, il continue à enrichir son palmarès de jeune footballeur en remportant la Coupe de la Ligue du Languedoc-Roussillon, en moins de 15 ans. Il signe le 9 avril 2008, jour de ses 18 ans, un contrat de stagiaire pro avec le club de Louis Nicollin. Son ascension se poursuit avec la victoire en finale de la coupe Gambardella en 2009, face au FC Nantes. Il est désigné meilleur joueur de la rencontre par France Football, avec une note de 8/10, au sein d'une équipe comprenant notamment Benjamin Stambouli, Younès Belhanda, Abdelhamid El Kaoutari ou Rémy Cabella.

### Montpellier HSC
Jonas Martin devient professionnel en juillet 2010 pour une durée de trois ans. L'éclosion de ce milieu offensif derrière l'attaquant ou dans le couloir gauche connaît une nouvelle étape avec sa sélection en équipe de France espoirs. Malheureusement, une vilaine blessure à la cheville le contraint à déclarer forfait. Malgré cela, la confiance des dirigeants montpelliérains se manifeste par la prolongation de son contrat en avril 2011 qui le lie désormais avec le club jusqu'en juin 2015. Après une première saison avec peu de temps de jeu dans la capitale héraultaise, il est prêté pour une saison à l'Amiens SC où il s'impose comme titulaire. Le 21 novembre 2012, il remplace Gaëtan Charbonnier à l'Emirates Stadium pour le match de Ligue des champions opposant le Montpellier HSC à Arsenal, disputant ainsi son premier match européen.
À la suite du départ de Rémy Cabella en Angleterre, il s'impose progressivement en tant que titulaire à partir de la fin de saison 2013-2014. En mai 2014, il signe une nouvelle prolongation jusqu'en 2017. Lors de saison suivante, il ne loupe qu'un seul match de championnat, avant qu'une blessure à l'épaule contractée le 31 janvier 2015 face au FC Lorient ne le pénalise. Son retour sur les terrains ne se fera que le 4 avril 2015, au cours de la 31e journée face au SC Bastia. Il conclut sa première saison dans la peau d'un titulaire avec 30 apparitions en championnat, dont 27 en tant que titulaire, pour 1 but et 4 passes décisives.
Lors de la saison 2015-2016, Jonas Martin est destiné à devenir un titulaire indiscutable de l'équipe. Le 19 septembre 2015, il marque son premier but de la saison lors d'un match de Ligue 1 face au Stade Malherbe de Caen (défaite 2-1). Le 27 septembre 2015, il marque son second but de la saison face au FC Lorient (victoire 2-1) et bat, par ailleurs, son record de buts sur une saison qui était d'un seul but.

### Real Betis Balompié
Le 9 juin 2016, Jonas Martin quitte son club formateur et s'engage, pour trois ans, au Real Betis Balompié. Il connaît une première partie de saison difficile, avec une blessure lors de son premier match de Liga face au FC Barcelone, puis le licenciement de l’entraîneur uruguayen Gustavo Poyet, à l'origine de son recrutement. Il parvient malgré tout à revenir, et gagne peu à peu la confiance du nouvel entraîneur, Víctor, qui l'installe dans la rotation de l'équipe au milieu de terrain lors de la seconde partie de saison.

### RC Strasbourg
Le 25 juillet 2017, Jonas Martin s'engage officiellement avec le RC Strasbourg pour trois ans. Après une défaite lors de la première journée face à l'Olympique lyonnais, il réussit ses débuts au stade de la Meinau en inscrivant un but face au LOSC Lille lors de la deuxième journée de Ligue 1. C'est son premier but sous ses nouvelles couleurs, le RC Strasbourg remportant à cette occasion son premier match de la saison sur le score de trois buts à zéro. Il termine la saison 2017-2018 avec un total de trente-six titularisations en Ligue 1, pour quatre buts et une passe décisive, participant au maintien de son club. Il commence la saison 2018-2019 en offrant lors de la première journée de championnat une passe décisive à Nuno Da Costa, pour une victoire finale de son équipe sur le score de deux buts à zéro face aux Girondins de Bordeaux.

### Stade rennais FC
Le 2 septembre 2019, Jonas Martin s'engage pour trois ans avec le Stade rennais FC. Après deux saisons ponctuées de blessures (5 puis 14 matchs), le milieu rennais fait une troisième saison plus convaincante (29 matchs et 1 but) en étant en rotation avec Baptiste Santamaria. Cependant, le Stade rennais FC annonce le 22 mai 2022 son départ du club breton après y être resté trois ans.

### LOSC Lille
Le 1er juillet 2022, Jonas Martin rejoint le LOSC Lille pour deux saisons. N'entrant pas dans les plans de Paulo Fonseca, il ne compte que 268 minutes de jeu en Ligue 1. Sur la phase retour, il ne dispute que 86 minutes, notamment lors d'une titularisation face à l'Olympique de Marseille (36e journée, victoire 2-1).
Le 15 juillet 2023, le LOSC Lille annonce que le contrat qui liait Jonas Martin au club a été résilié au terme d’un accord entre les deux parties,,.

### Stade brestois 29
Le 19 juillet 2023, Jonas Martin rejoint le Stade brestois pour deux saisons. Il rentre sur le terrain en deuxième mi temps dès son premier match contre le Racing Club de Lens.

## Statistiques
| Saison                | Club                  | Championnat           | Championnat | Championnat | Championnat | Coupe(s) nationale(s) | Coupe(s) nationale(s) | Coupe(s) nationale(s) | Compétition(s) continentale(s) | Compétition(s) continentale(s) | Compétition(s) continentale(s) | Compétition(s) continentale(s) | Total | Total | Total |
| Saison                | Club                  | Division              | M.          | B.          | P.d.        | M.                    | B.                    | P.d.                  | Comp.                          | M.                             | B.                             | P.d.                           | M.    | B.    | P.d.  |
| 2010-2011             | Montpellier HSC       | Ligue 1               | 5           | 1           | 0           | -                     | -                     | -                     | -                              | -                              | -                              | -                              | 5     | 1     | 0     |
| 2011-2012             | Montpellier HSC       | Ligue 1               | 0           | 0           | 0           | 1                     | 0                     | 0                     | -                              | -                              | -                              | -                              | 1     | 0     | 0     |
| Sous-total            | Sous-total            | Sous-total            | 5           | 1           | 0           | 1                     | 0                     | 0                     | -                              | -                              | -                              | -                              | 6     | 1     | 0     |
| 2011-2012             | Amiens SC (prêt)      | Ligue 2               | 26          | 3           | 0           | 1                     | 0                     | 0                     | -                              | -                              | -                              | -                              | 27    | 3     | 0     |
| 2012-2013             | Montpellier HSC       | Ligue 1               | 16          | 0           | 2           | 3                     | 0                     | 0                     | C1                             | 1                              | 0                              | 0                              | 20    | 0     | 2     |
| 2013-2014             | Montpellier HSC       | Ligue 1               | 20          | 0           | 1           | 2                     | 1                     | 0                     | -                              | -                              | -                              | -                              | 22    | 1     | 1     |
| 2014-2015             | Montpellier HSC       | Ligue 1               | 30          | 1           | 4           | 1                     | 0                     | 0                     | -                              | -                              | -                              | -                              | 31    | 1     | 4     |
| 2015-2016             | Montpellier HSC       | Ligue 1               | 36          | 4           | 3           | 1                     | 0                     | 1                     | -                              | -                              | -                              | -                              | 37    | 4     | 4     |
| Sous-total            | Sous-total            | Sous-total            | 102         | 5           | 10          | 7                     | 1                     | 1                     | -                              | 1                              | 0                              | 0                              | 110   | 6     | 11    |
| 2016-2017             | Betis Séville         | Liga                  | 20          | 2           | 0           | 2                     | 0                     | 0                     | -                              | -                              | -                              | -                              | 22    | 2     | 0     |
| 2017-2018             | RC Strasbourg         | Ligue 1               | 36          | 4           | 1           | 1                     | 0                     | 0                     | -                              | -                              | -                              | -                              | 37    | 4     | 1     |
| 2018-2019             | RC Strasbourg         | Ligue 1               | 23          | 3           | 1           | 3                     | 1                     | 1                     | -                              | -                              | -                              | -                              | 26    | 4     | 2     |
| 2019-2020             | RC Strasbourg         | Ligue 1               | 3           | 0           | 0           | -                     | -                     | -                     | C3                             | 6                              | 1                              | 1                              | 9     | 1     | 1     |
| Sous-total            | Sous-total            | Sous-total            | 62          | 7           | 2           | 4                     | 1                     | 1                     | -                              | 6                              | 1                              | 1                              | 72    | 9     | 4     |
| 2019-2020             | Stade rennais FC      | Ligue 1               | 3           | 0           | 0           | -                     | -                     | -                     | C3                             | 2                              | 0                              | 0                              | 5     | 0     | 0     |
| 2020-2021             | Stade rennais FC      | Ligue 1               | 12          | 0           | 0           | 1                     | 0                     | 0                     | C1                             | 1                              | 0                              | 0                              | 14    | 0     | 0     |
| 2021-2022             | Stade rennais FC      | Ligue 1               | 29          | 1           | 1           | 2                     | 0                     | 0                     | C4                             | 4                              | 0                              | 0                              | 35    | 1     | 1     |
| Sous-total            | Sous-total            | Sous-total            | 44          | 1           | 1           | 3                     | 0                     | 0                     | -                              | 7                              | 0                              | 0                              | 54    | 1     | 1     |
| 2022-2023             | LOSC Lille            | Ligue 1               | 12          | 0           | 0           | 1                     | 0                     | 0                     | -                              | -                              | -                              | -                              | 13    | 0     | 0     |
| 2023-2024             | Stade brestois 29     | Ligue 1               | 31          | 0           | 1           | 3                     | 0                     | 0                     | -                              | -                              | -                              | -                              | 34    | 0     | 1     |
| 2024-2025             | Stade brestois 29     | Ligue 1               | 17          | 1           | 0           | 1                     | 0                     | 0                     | C1                             | 5                              | 0                              | 0                              | 23    | 1     | 0     |
| Sous-total            | Sous-total            | Sous-total            | 48          | 1           | 0           | 4                     | 0                     | 0                     | -                              | 5                              | 0                              | 0                              | 57    | 1     | 0     |
| Total sur la carrière | Total sur la carrière | Total sur la carrière | 319         | 20          | 14          | 23                    | 2                     | 2                     | -                              | 19                             | 1                              | 1                              | 361   | 23    | 17    |

## Palmarès
Il remporte la Coupe Gambardella en 2009 avec le Montpellier HSC. 
Avec le RC Strasbourg, Il remporte la Coupe de la Ligue en 2019.